# Garaeus subsparsus
Garaeus subsparsus är en fjärilsart som beskrevs av Eugen Wehrli 1937. Garaeus subsparsus ingår i släktet Garaeus och familjen mätare. Inga underarter finns listade i Catalogue of Life.